# كينتارو كاتاياما
كينتارو كاتاياما (باليابانية: 片山憲太郎) (1970، طوكيو في اليابان)؛ روائي ياباني.

## روابط خارجية
- كينتارو كاتاياما على موقع ANN person (الإنجليزية)